# Auzatellodes
Auzatellodes är ett släkte av fjärilar. Auzatellodes ingår i familjen sikelvingar.
Kladogram enligt Catalogue of Life:
| Auzatellodes | \| \| Auzatellodes desquamata \| \| \| \| \| \| Auzatellodes theafundum \| \| \| \| |
|              | \| \| Auzatellodes desquamata \| \| \| \| \| \| Auzatellodes theafundum \| \| \| \| |
|              | Auzatellodes desquamata                                                             |
|              |                                                                                     |
|              | Auzatellodes theafundum                                                             |
|              |                                                                                     |

## Bildgalleri

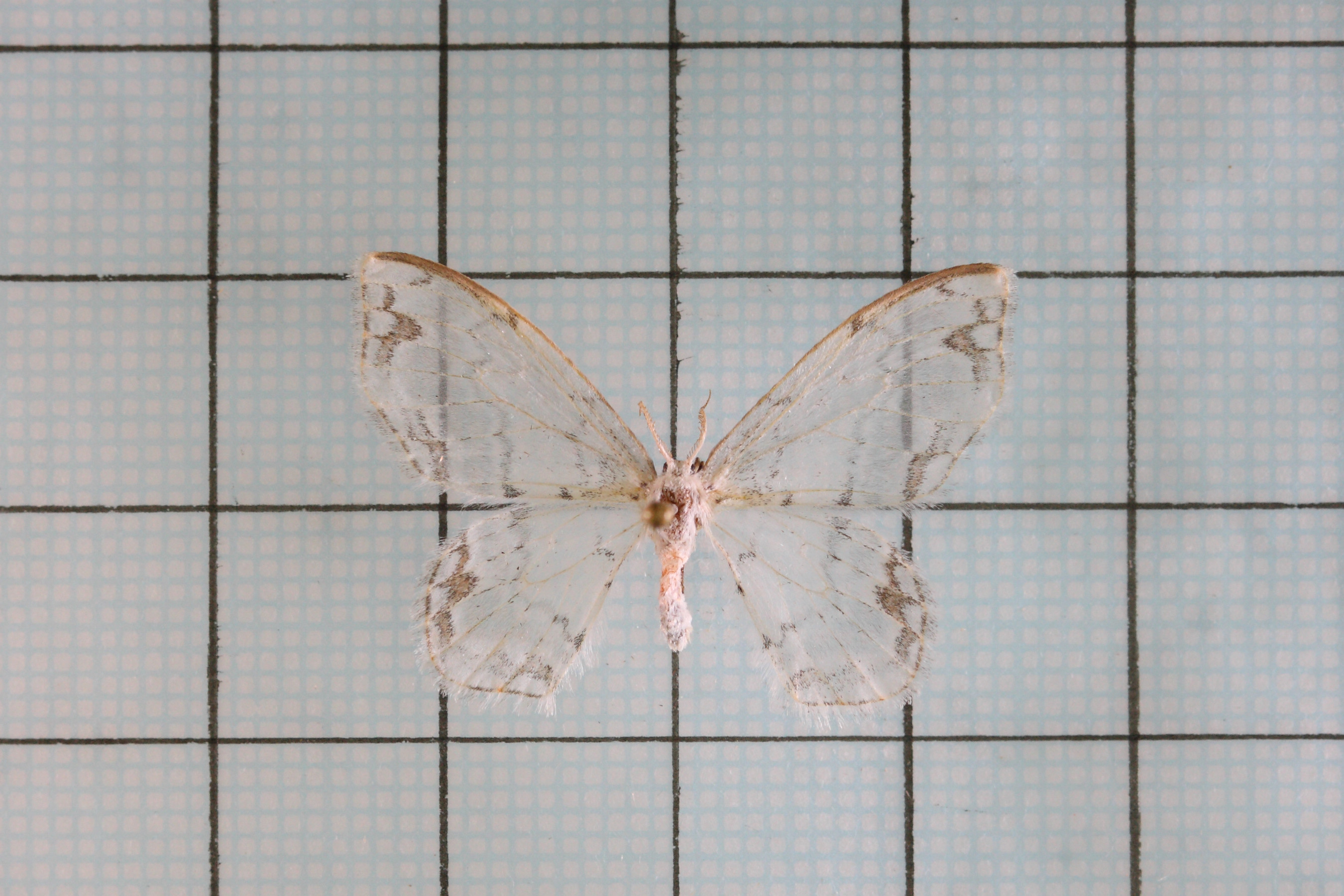
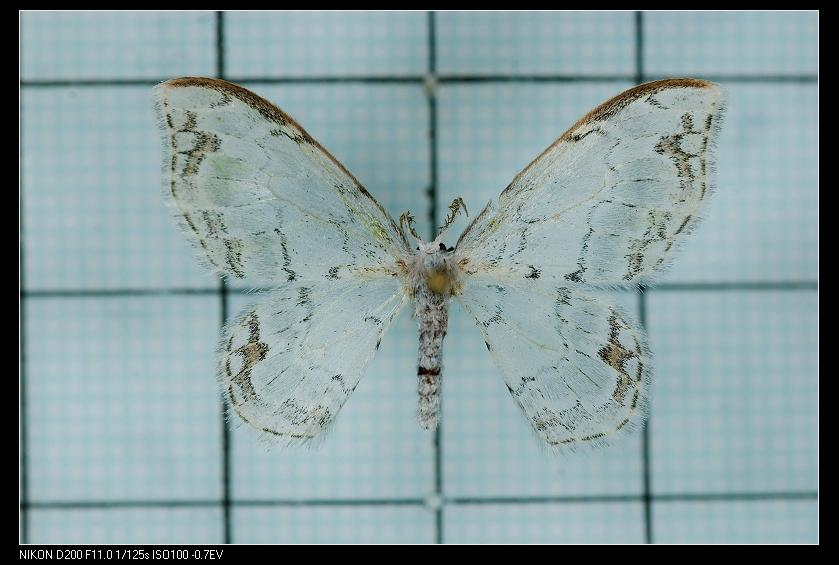